# Kerfot
Kerfot (tiếng Breton: Kerfod) là một xã của tỉnh Côtes-d’Armor, thuộc vùng Bretagne, tây bắc Pháp.

## Dân số
Người dân ở Kerfot được gọi là Kerfotais.